# GNU Lesser General Public License
La Licencia Pública General Reducida de GNU, o más conocida por su nombre en inglés GNU Lesser General Public License (antes GNU Library General Public License o Licencia Pública General para Bibliotecas de GNU), o simplemente por su acrónimo del inglés GNU LGPL, es una licencia de software creada por la Free Software Foundation que pretende garantizar la libertad de compartir y modificar el software cubierto por ella, asegurando que el software es libre para todos sus usuarios. 
Esta licencia, se aplica a cualquier programa o trabajo que contenga una nota puesta por el propietario de los derechos del trabajo estableciendo que su trabajo puede ser distribuido bajo los términos de esta "LGPL Lesser General Public License". El "Programa", utilizado en lo subsecuente, se refiere a cualquier programa o trabajo original, y el "trabajo basado en el Programa" significa ya sea el programa o cualquier trabajo derivado del mismo bajo la ley de derechos de autor: es decir, un trabajo que contenga el Programa o alguna porción de él, ya sea íntegra o con modificaciones o traducciones a otros idiomas. 
Otras actividades que no sean copia, distribución o modificación no están cubiertas en esta licencia y están fuera de su alcance. El acto de ejecutar el programa no está restringido, y la salida de información del programa está cubierta solo si su contenido constituye un trabajo basado en el Programa (es independiente de si fue resultado de ejecutar el programa). Si esto es cierto o no depende de la función del programa.

## Diferencias con la GPL
La principal diferencia entre la GPL y la LGPL es que la última puede enlazarse a (en el caso de una biblioteca, 'ser utilizada por') un programa no-GPL, que puede ser software libre o software no libre. A este respecto, la GNU LGPL versión 3 se presenta como un conjunto de permisos añadidos a la GNU GPL. 
Estos programas no-GPL o no-LGPL se pueden distribuir bajo cualquier condición elegida si no se tratan de trabajos derivados (derivative work). Si se trata de un trabajo derivado entonces los términos deben permitir modificación por parte del usuario para uso propio y la utilización de técnicas de Ingeniería inversa para desarrollar dichas modificaciones.  
Definir cuándo un trabajo que usa un programa LGPL es un trabajo derivado o no es un asunto legal (ver el texto de la LGPL). Un ejecutable independiente que enlaza a una biblioteca se acepta por lo general como un trabajo que no es derivado de la biblioteca. Sería considerado como un trabajo que utiliza la biblioteca y se aplicaría el párrafo 5 de la LGPL.
A program that contains no derivative of any portion of the Library, but is designed to work with the Library by being compiled or linked with it, is called a "work that uses the Library". Such a work, in isolation, is not a derivative work of the Library, and therefore falls outside the scope of this License.
De la traducción no oficial al español:
Un programa que no contiene derivado de ninguna porción de la biblioteca, pero está diseñado para trabajar con la biblioteca al ser compilado o enlazado con ella se denomina un "trabajo que usa la biblioteca". Dicho trabajo, por separado, no es un trabajo derivado de la biblioteca, y por tanto cae fuera del ámbito de esta Licencia.
Esencialmente debería ser posible enlazar el software con una nueva versión del programa cubierto por la LGPL. El método utilizado comúnmente para lograr esto es utilizar un mecanismo apropiado de bibliotecas dinámicas o compartidas. En forma alternativa, está permitido enlazar estáticamente una biblioteca LGPL (ver bibliotecas estáticas) si se proporciona el código fuente del programa o se brinda el código objeto para enlazar contra la biblioteca LGPL.
Una característica de la LGPL es que se puede convertir cualquier código LGPL en código GPL (sección 2 de la licencia).
Esta característica es útil para reutilización directa de código LGPL en código GPL de bibliotecas y aplicaciones, o si se quisiera crear una versión del código que no pueda utilizarse en software propietario.

## Elegir entre la GPL y la LGPL
El término "GNU Library General Public License" daba la impresión de que la FSF quería que todas las bibliotecas utilizaran la licencia LGPL y todos los programas utilizaran la licencia GPL. En febrero de 1999 Richard Stallman escribió el documento "Por qué en su próxima biblioteca no debería utilizar la Lesser GPL para Bibliotecas" explicando por qué este no era el caso, y que la LGPL no se debería utilizar necesariamente para bibliotecas:
Qué licencia es la mejor para una cierta biblioteca es una cuestión de estrategia, y depende de los detalles de la situación. Actualmente, la mayoría de las bibliotecas de GNU están cubiertas por la LGPL, y eso significa que estamos utilizando únicamente una de estas dos estrategias, descuidando la otra. Así que ahora pretendemos que se publiquen más bibliotecas bajo la GPL ordinaria.
Al contrario de lo que muchos creen, esto no significa que la FSF infravalore la LGPL, sino simplemente dice que no debería ser utilizada para todas las bibliotecas. En el mismo documento se lee:
Hay razones que pueden hacer más apropiado el uso de la LGPL en ciertos casos. El caso más común es cuando las características de la biblioteca libre están ya disponibles para software privativo a través de otras bibliotecas alternativas. En ese caso, la biblioteca no puede dar al software libre ninguna ventaja en particular, así que es mejor utilizar la LGPL para esa biblioteca.
De hecho, Stallman y la FSF abogan por el uso de licencias incluso menos restrictivas que la LGPL como estrategia (para maximizar la libertad de los usuarios). Un ejemplo destacado es la aprobación de Stallman para utilizar la licencia BSD en el proyecto Vorbis.